# Gladys Triana Pérez
Gladys Triana Pérez (n. Camagüey, Cuba, 1934) es una pintora cubana.

## Biografía
En 1977 se gradúa de Master in Education, Long Island University, Nueva York, Estados Unidos.
Inicia sus exposiciones personales el año 1957 Lyceum, Santiago de Cuba, y en 1997 Gladys Triana. Galerie Nesle, París. Gladys Triana. Acuarelas y pinturas. Galería Trapecio, Lima.
Expone de forma colectiva a partir del año 1957. 5 Pintores de Santiago de Cuba [mayo 17 ]. Museo Nacional de Bellas Artes, La Habana. En 1972 en la Bienal de Segovia. Segovia, España. En 1989 The First Bharat Bhavan International Biennial of Prints. Roopankar Museum of Fine Arts, Bharat Bhavan, Bhopal, India.
Ha recibido premios por su obras como el Segundo Premio de la Bienal de Segovia, en 1972. En 1974 el National Prize. Clairol Loving Care Scholarship Program, Nueva York, Estados Unidos. En 1975 Mención Honorífica. Third Pan American Art Festival. Museum of Science and Industry, Chicago, Illinois, Estados Unidos.
En 1987 Reconocimiento. Creación e implementación del District Art Mural Program Children’s Expressions. NYC Board of Education CSD No.32, Nueva York, Estados Unidos.
Sus principales colecciones se encuentran expuestas en Asian American Art Center, Nueva York, ESTADOS UNIDOS DE AMÉRICA. Housatonic Museum of Art, Bridgeport, Connecticut, ESTADOS UNIDOS DE AMÉRICA. Museo de Arte Moderno, Santo Domingo, REPÚBLICA DOMINICANA. Museo de Bellas Artes, Santiago de Chile, CHILE. Museo Nacional de Bellas Artes, La Habana, CUBA. y en el Museum of Art, Fort Lauderdale, Florida, Estados Unidos.
- Datos: Q5566470